# Perodua Axia

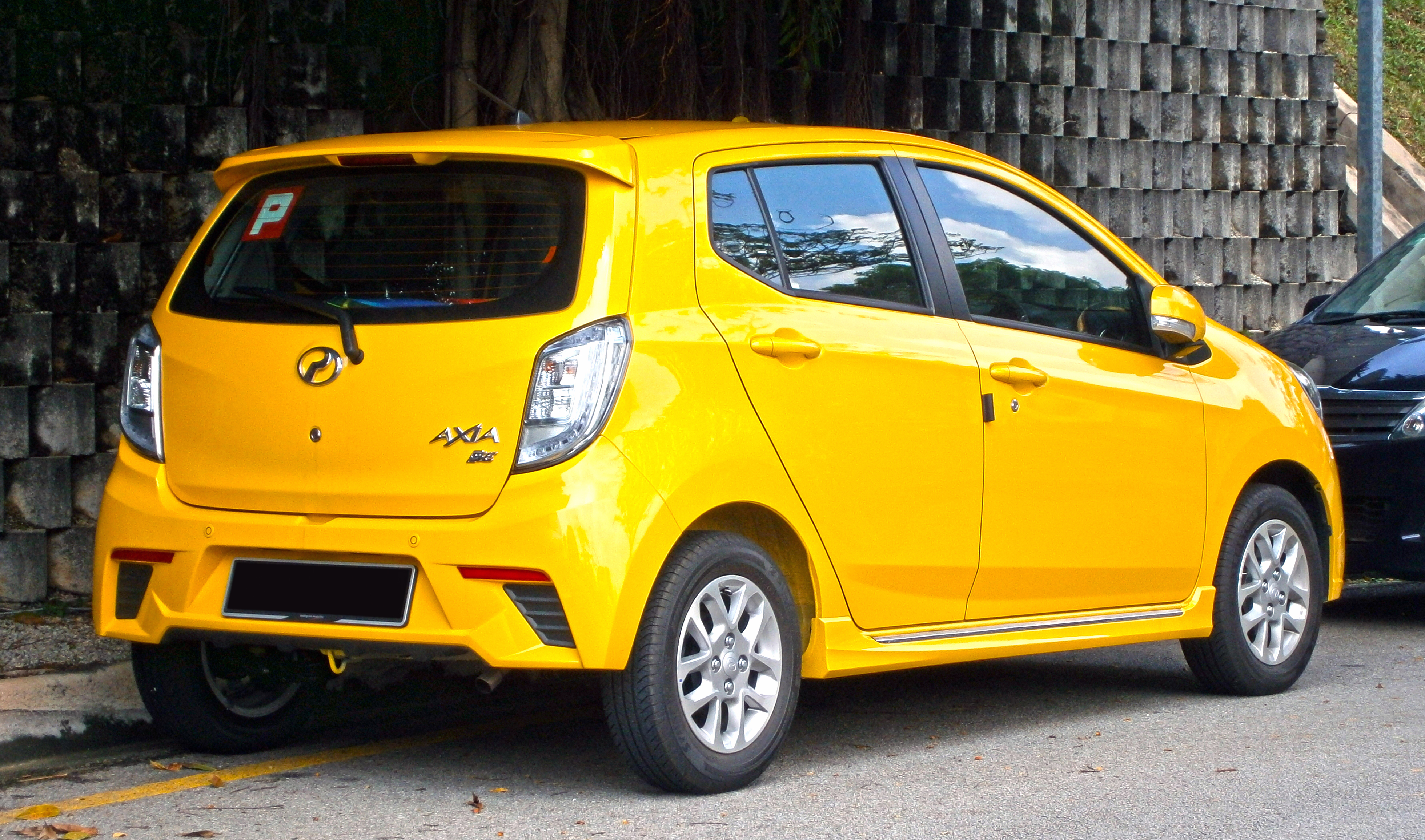
Heckansicht

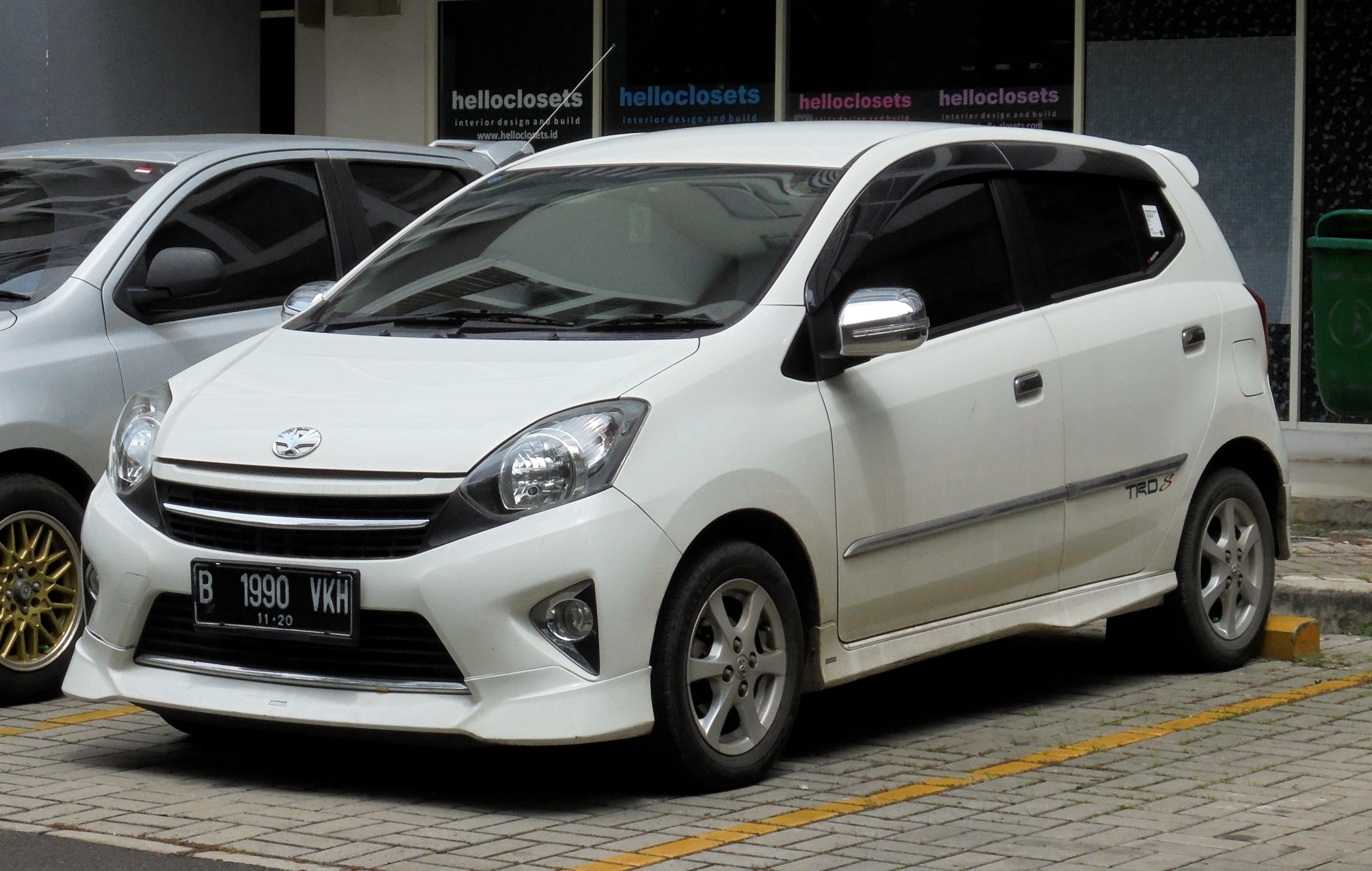
Toyota Agya

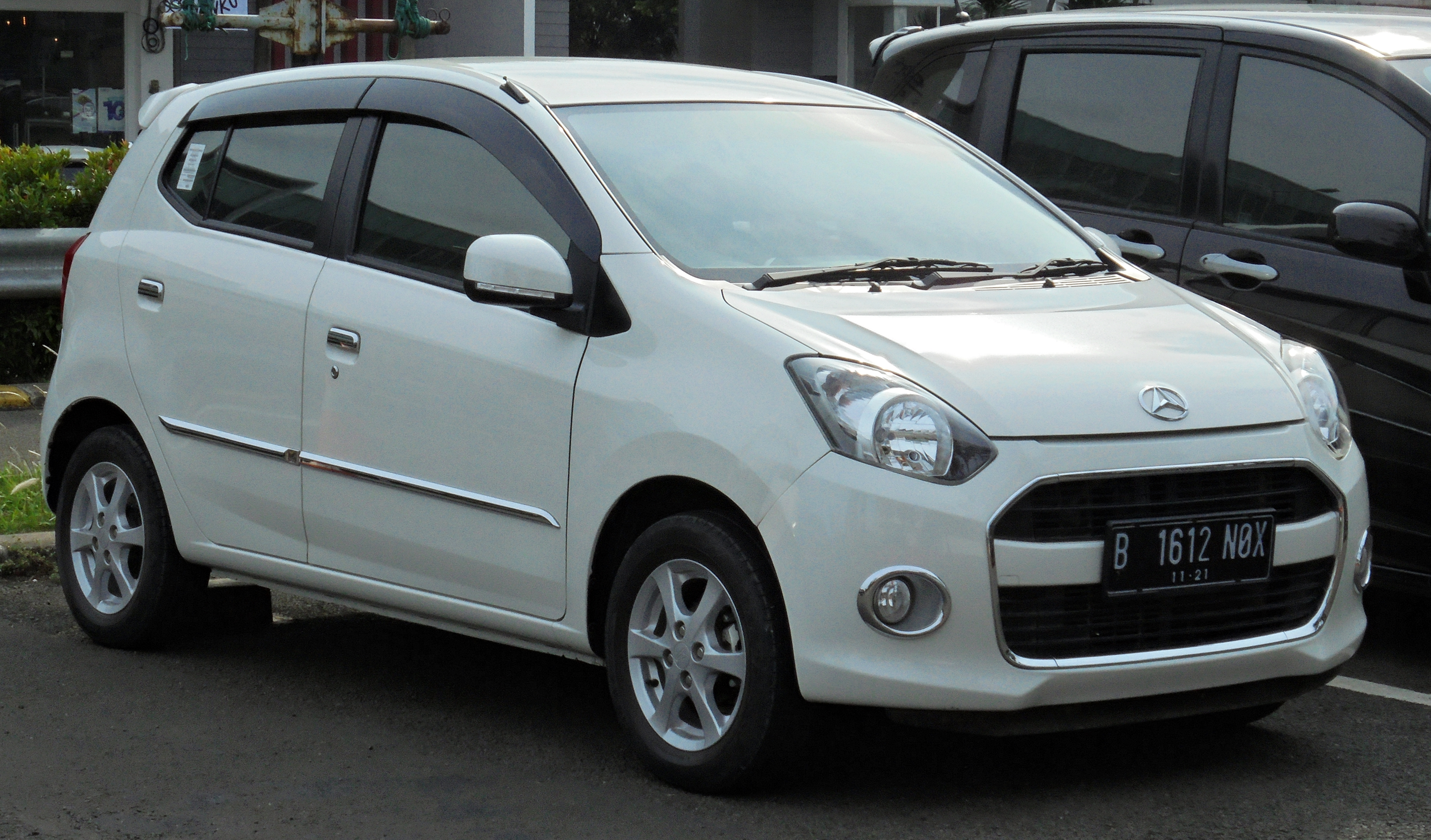
Daihatsu Ayla

Der Perodua Axia ist ein Kleinstwagen des malaiischen Automobilherstellers Perodua.

## Geschichte
Das Fahrzeug wurde am 15. September 2014 als Nachfolger des Perodua Viva vorgestellt und ist das erste Modell des Herstellers, das im Werk in Rawang (Selangor) gebaut wird. Am 20. Januar 2017 und am 20. September 2019 wurde jeweils eine überarbeitete Version des Axia vorgestellt.
Auf anderen Märkten in Südostasien wird der Kleinstwagen auch als Toyota Agya, Toyota Wigo oder Daihatsu Ayla verkauft.

## Technische Daten
Angetrieben wird der Axia von einem 50 kW (68 PS) starken Einliter-Ottomotor von Toyota. Er beschleunigt den Kleinstwagen in 15 Sekunden auf 100 km/h. Die Höchstgeschwindigkeit gibt Perodua mit 155 km/h an.
| Kenngrößen                                  | 1.0                          |
| Bauzeitraum                                 | seit 09/2014                 |
| Motorkenndaten                              |                              |
| Motortyp                                    | R3-Ottomotor                 |
| Hubraum                                     | 998 cm³                      |
| Motoraufladung                              | —                            |
| max. Leistung                               | 50 kW (68 PS) bei 6000/min   |
| max. Drehmoment                             | 91 Nm bei 4400/min           |
| Kraftübertragung                            |                              |
| Antrieb, serienmäßig                        | Vorderradantrieb             |
| Getriebe, serienmäßig                       | 5-Gang-Schaltgetriebe        |
| Getriebe, wahlweise                         | (4-Stufen-Automatikgetriebe) |
| Messwerte                                   |                              |
| Höchstgeschwindigkeit                       | 155 km/h                     |
| Beschleunigung, 0–100 km/h                  | 15,0 s                       |
| Kraftstoffverbrauch auf 100 km (kombiniert) | 4,4 l Super (4,6 l Super)    |
| Tankinhalt                                  | 33 l                         |

* Werte in Klammern gelten für Modelle mit optionalem Getriebe